# Kajsa Ekis Ekman
Kajsa "Ekis" Ekman (Estocolmo, 25 de julio de 1980) es una periodista, escritora, y activista sueca. Es autora  de varios trabajos sobre la crisis financiera, los derechos de las mujeres, y crítica del capitalismo. Escribió para el diario sueco Dagens Nyheter, y es columnista op-ed en el diario de izquierda ETC. También escribe para The Guardian, TruthDig y Feminist Current. Es redactora Jefa del blog de trabajadores Arbetarbloggen.se.

## Trayectoria
Su carrera comenzó dentro de la izquierda autonómica en la década de 1990.
Hizo su maestría en Estudios Literarios por la Universidad de Södertörn.
Fue editora en Jefe del diario sueco Arbertaren.
Escribió para el diario sueco Dagens Nyheter, y fue columnista op-ed en el diario de izquierda ETC. También escribe para The Guardian, TruthDig y Feminist Current.
Ha fundado varios grupos activistas, como la alianza de acción climática Klimax, Swedish Feminist No To Surrogacy y la red de solidaridad con Grecia durante la crisis. En 2013, inició un llamamiento a la solidaridad con Grecia mediante una carta abierta que firmaron 22  destacadas personalidades de Suecia, publicada en el diario de mayor tirada Dagens Nyheter bajo el título bajo el título "La política de austeridad debe detenerse antes de que sea demasiado tarde".
Ekman fue una de las ponentes principales en el Festival de Ideas Peligrosas de 2014. Kajsa Ekis Ekman cree que no es tarea de la izquierda reparar las peores variantes del sistema capitalista o mantener unida a la sociedad y sostienme que la izquierda asume un rol defensivo cuando debería tomar un rol ofensivo.
Ekman considera que el capitalismo es insostenible. En su charla Ted, "Todo el mundo habla sobre el capitalismo, ¿pero qué es?",  habla sobre mercado libre como herramienta útil, pero describe el capitalismo como una fuerza ajena a la moral, la responsabilidad, planificar sobre el clima, el país o el mundo. Sugiere la regulación del sector financiero para evitar crisis y propone la democracia en todos los sectores de la sociedad, incluido en el lugar de trabajo.
En 2020, con motivo de ganar el Premio Lenin, Göran Therborn dijo, en su discurso sobre Kajsa Ekis Ekman, que ella es la principal representante intelectual de la nueva generación de izquierda: Las únicas comparaciones que se me ocurren son las hermanas internacionales ligeramente mayores Naomi Klein y Arundhati Roy.
En 2015, fue una de las participantes en la Flotilla de la Libertad 2015 a Gaza, en un intento por romper el bloqueo impuesto por Israel y Egipto al enclave palestino y estuvo encarcelada durante una semana en la prisión israelí de Giv-On antes de ser deportada a Suecia.
Es redactora Jefa del blog de trabajadores Arbetarbloggen.se, donde trabajadores de distintas profesiones escriben a diario sobre sus trabajos.
Ha dado más de mil conferencias internacionales, incluyendo el Festival de Sídney de Ideas Peligrosas, Parlamento Europeo, Parlamento de Francia, Cámara de Diputados de México, Instituto Cubano de Sexualidad CENESEX, Festival de la Mujer Serbia, Campaña Apaga la Luz Roja de Massachusetts, Batalla de las Ideas del Reino Unido de Massachusetts, Battle of Ideas UK, la policía sueca, la Universidad Complutense de Madrid, la Universidad de Alicante y el III Foro Mundial de Derechos Humanos 2023 en Buenos Aires.
Ekman es una feminista abolicionista de la prostitución.

## Obra
Su libro El ser y la mercancía  (Ediciones Bellaterra, 2017) compara la industria de sexo y la de los vientres de alquiler, y como ambas mercantilizan el cuerpo de las mujeres. Critica la idea de «trabajo del sexo» por ser una alianza infame entre la derecha neoliberal y la izquierda posmoderna utilizada para legitimar la industria del sexo. También denuncia que los "sindicatos para trabajadores de sexo" en muchos casos están financiados por proxenetas, estados, y académicos, y tienen muy poco que ver con la lucha de los trabajadores. El título hace referencia a la disociación existente entre lo que es el ser o el "yo" de la persona y su cuerpo, algo que critica a lo largo de todo el libro. Nos cuenta cómo esta disociación diferencia el trabajo sexual y la gestación subrogada de cualquier otro trabajo, en los que dicha disociación o bien no existe o no es tan clara. El libro ha sido traducido a francés, inglés, español y alemán. 
Su libro Stolen Spring (Primavera robada) describe la crisis del euro vista desde Atenas y la forma en la que ha afectado a la economía griega. Ekman critica la visión de que la crisis fuese causada por los trabajadores griegos y la atribuye a cambios en el capitalismo. Se le concedió el premio "Sueco-Griego del Año" 2016 para su solidaridad con Grecia.
En 2018, escribió un artículo sobre identidad de género en el periódico Aftonbladet, donde se preguntaba cuáles podrían ser las consecuencias de que la sociedad cambiara la definición de género, para que el género ya no sea algo definido por el sexo del cuerpo sino algo que el propio individuo decida y la identidad sexual sea autodesignada. Según la escritora Lucía Etxebarria, fue acusada de TERF y desde entonces vive amenazada de muerte.

## Premios y reconocimientos
En 2015 fue nombrada sueca-griega del año, ("Sverige och Grekland har mycket gemensamt").
En 2020 recibió el Premio Lenin.